# Katerînivka, Vasîlkivka
Katerînivka (în ucraineană Катеринівка) este un sat în comuna Bohdanivka din raionul Vasîlkivka, regiunea Dnipropetrovsk, Ucraina.

## Demografie
Componența lingvistică a localității Katerînivka
     Ucraineană (96,98%)
     Rusă (3,02%)
Conform recensământului din 2001, majoritatea populației localității Katerînivka era vorbitoare de ucraineană (96,98%), existând în minoritate și vorbitori de rusă (3,02%).